# Steatoda longurio
Steatoda longurio är en spindelart som först beskrevs av Simon 1909.  Steatoda longurio ingår i släktet vaxspindlar, och familjen klotspindlar. Inga underarter finns listade i Catalogue of Life.